# شهرستان ستژژوف
شهرستان ستژژوف (به لهستانی: Powiat Strzyżów) یک شهرستان در لهستان است که در استان پودکارپاتسکیه واقع شده‌است. شهرستان ستژژوف ۵۰۳٫۳۶ کیلومتر مربع مساحت و ۶۱٬۹۳۸ نفر جمعیت دارد.